# Rožički Vrh
Rožički Vrh je naselje v Občini Sveti Jurij ob Ščavnici.
Razloženo naselje v južnem delu Kapelskih goric leži na slemenih okoli Rožičkega vrha (289 m), severno nad Ščavniško dolino. Na pobočjih so na prisojni strani vinogradi Vinogradniškega gospodarstva Kapela. Pod njimi so sadovnjaki in njive, proti Ščavniški dolini in Stanetinskemu potoku ter dolinicam njegovih pritokov pa je mešani gozd. Razpotegnjeno naselje se deli na Zgornji Rožički vrh na severu in Spodnji Rožički vrh na jugu.
Tukaj se je rodil Koloman Kvas, zagovornik slovenščine v 19. stoletju.